# Église Saint-Martin-de-Vertou du Lion-d'Angers
L'église Saint-Martin-de-Vertou est une église catholique située dans la commune du Lion-d'Angers,  dans le département de Maine-et-Loire, en France. Elle présente deux intérêt majeurs : l'association d'une nef romane du XIe siècle, une des plus anciennes du département avec un chœur néogothique du XIXe siècle et la présence de peintures murales du début du XVIe siècle en lien avec le roi René.

## Localisation et vocable
L'église est située sur la commune du Lion-d'Angers,  dans le département de Maine-et-Loire, en France. Elle est connue dès le XIe siècle sous le vocable de Martin de Vertou. Né à Nantes (527-601), évangélisateur du Pays nantais, ordonné par saint Felix, il est possible qu'il ait lui-même évangélisé le nord du Maine-et-Loire dont plusieurs paroisses anciennes portent son nom,.

## Historique
La paroisse est ancienne et date, selon l'hypothèse de l'abbé Cochard, de l'évangélisation de la région par Martin de Vertou. Alors qu'elle vient d'être reconstruite, elle est donnée par le trésorier de la Cathédrale Saint-Maurice d'Angers Guy Aubry entre 1010 et 1030 aux moines bénédictins de l'abbaye Saint-Aubin; cet acte a pour témoins Foulques Nerra comte d'Anjou, l'évêque d'Angers Hubert de Vendôme et les seigneurs de Craon suzerains du Lion,. Un prieuré bénédictin dépendant de l'abbaye Saint-Aubin est fondé et se construit contigu à la priorale.
Aucun élément ne permet de savoir si l'incendie de la ville en 1085 par Foulques le Réchin a des conséquences sur le prieuré. Au XIVe siècle le transept sud est ouvert par une grande verrière gothique éclairant le chœur et une chapelle baptismale est accolée au flanc sud de la nef. À la fin du XVe siècle et au début du XVie siècle sous l'influence du Roi René duc d'Anjou et de l'abbaye Saint-Aubin dont dépend le prieuré se développe un programme pictural qui concerne non seulement le Lion d'Angers mais aussi l'église Saint-Aubin des Ponts-de-Cé et deux châteaux de proches du duc d'Anjou. À cette époque la nef est couverte de peintures murales redécouvertes en 1852; celles du mur sud ne sont pas préservées et l'ancien chœur détruit en 1875 n'a pas fait l'objet de recherches. 
Si le Lion d'Angers n'est pas resté à l'écart des combats des guerres de Religion et des attaques de la Ligue, il ne semble pas que l'église en ait été directement affectée. Il en est de même pour la période révolutionnaire et la guerre de Vendée.
Le XIXe siècle avec l'accroissement de la population de la ville (1712 h. en 1720, 2732 h. en 1841) et la fièvre bâtisseuse religieuse post révolutionnaire est riche en décisions, investissements et constructions. Dès les années 1850 la décision est prise d’agrandir l'église, l'autorisation est signée par Mgr Freppel, évêque d'Angers, en juillet 1875 et les travaux commencent aussitôt selon les plans de Duchoussay en style néogothique. Dans le même temps une chaire, des stalles avec boiseries murales, le ciborium au-dessus de l'autel, les confessionnaux et le buffet de l'orgue de chœur sont réalisées par les ateliers Moisseron d'Angers toujours en style néogothique; une partie de ce mobilier est démonté en 1966. Deux orgues, un en tribune (Aristide Cavaillé-Coll) l'autre dans le chœur (Louis Debierre) sont installés en 1883. Les vitraux sont confiés à René Victor Livache qui a déjà collaboré avec Diot pour la restauration des peintures murales et à son fils.
Dans la nuit du 4 mai 1918 le clocher est foudroyé et la flèche détruite par un incendie, les cloches sont préservées, une statue de sainte Barbe dans la nef commémore cet événement. La flèche est reconstruite en 1997.
En mai 1980 l'église et ses peintures murales sont classés monuments historiques à l'exclusion du chœur et des transepts néogothiques qui eux sont inscrits. La partie instrumentale de l'orgue de tribune est également classée au titre d'objet en 1979.

## Description

### Extérieur
L'édifice est caractérisé par le contraste entre la nef romane en petit appareil de grès roussard et autres pierres porphyroïdes du début du XIe siècle voir plus ancienne et l'imposant chœur néogothique en grandes pierres de tuffeau et de calcaire blanc datant de 1875. L'église est orientée , légèrement inclinée sur un axe nord-ouest - sud-est et forme un ensemble de 60 m de long et 25 m de large au niveau du chœur, non compris la sacristie, qui a la même largeur que le transept. L'ancien prieuré, très remanié, qui communiquait autrefois avec la priorale, est encore contiguë avec le transept nord.

#### La romane, nef, clocher et transepts
D'aspect sévère, les hauts murs sans contrefort de la nef sont percés en hauteur de petites ouvertures en plein cintres ébrasées vers l'intérieur, quatre sur le mur nord , deux sur le pignon occidental, une sur le mur sud au départ de la nef. La hauteur de ces murs  évoque une nef couverte de charpente jamais voûtée, fréquente au début de l'art roman comme à Jumièges ou à Aime. Si aucune sculpture extérieure n'orne la nef, le portail occidental sans tympan est surmonté d'une archivolte constituée de claveaux en tuffeau dont les joints ocres dessinent une succession de formes géométriques. Ce curieux et rare décor  existerait sur d'autres portails du début de l'âge roman, l'Abbaye Saint-Maur de Glanfeuil, l'église Saint Martin de Roiffé. 
La façade sud est flanquée à son extrémité orientale contre le transept d'un clocher roman de base carrée de 7 m dont l'appareil est plus gros. Il est de construction plus tardive que la nef dont il obstrue une ouverture. Sa haute flèche est foudroyée et détruite par un incendie le 5 mai 1918, ce sinistre est commémoré par une statue de Sainte Barbe dans l'église. Les quatre cloches fondues en 1899 par les fonderies Bollée du Mans sont préservées,. 
Contre la façade sud, jouxtant le clocher une construction plus basse correspond à la chapelle baptismale gothique. De l'autre côté du clocher le pignon du transept sud pourtant contemporain de la nef est ouvert par une grande verrière du XIVe siècle.

#### Le chœur néogothique
Dès la moitié du XIXe siècle, devant l'accroissement de la population, 1712 en 1720, 2750 en 1842 et dans la fièvre de reconstruction religieuse du XIXe siècle, la décision d’agrandir l'église est arrêtée, les transformations sont confiées à l'architecte Duchoussay : supprimer le chœur et l'abside romans "sans intérêt" d'après Célestin Port et édifier en belles pierres blanches calcaires un grand, haut et large chœur néogothique. Les travaux commencent le 10 avril 1875, l'église passe d'une largeur de 12 m hors transept à 25 m et en long de 38 m, si on intègre le chœur et l'abside détruits, à 60 m. La nouvelle construction intègre deux nouveaux transepts, un nouveau chœur flanqué de deux chapelles latérales et de deux sacristies.

#### Restaurations
Le clocher foudroyé en 1918 est restitué avec sa flêche en 1997, la partie romane est restaurée en 2004 et 2006 et de 2013 à 2016 un chantier de rénovation et d’entretien de la partie néogothique est entrepris concernant surtout la couverture et les corniches.

Architecture d'ouest en est
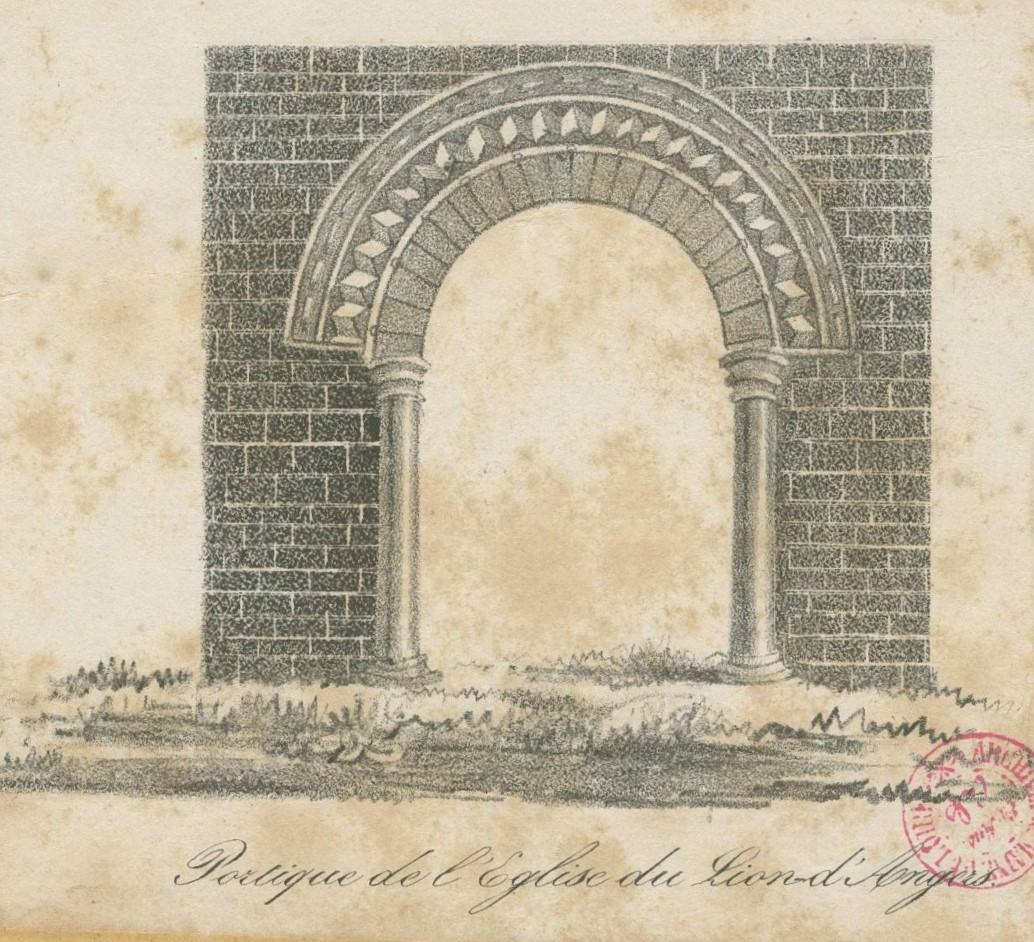
Portail de l"église gravure du XIXe siècle archives départementales 49.
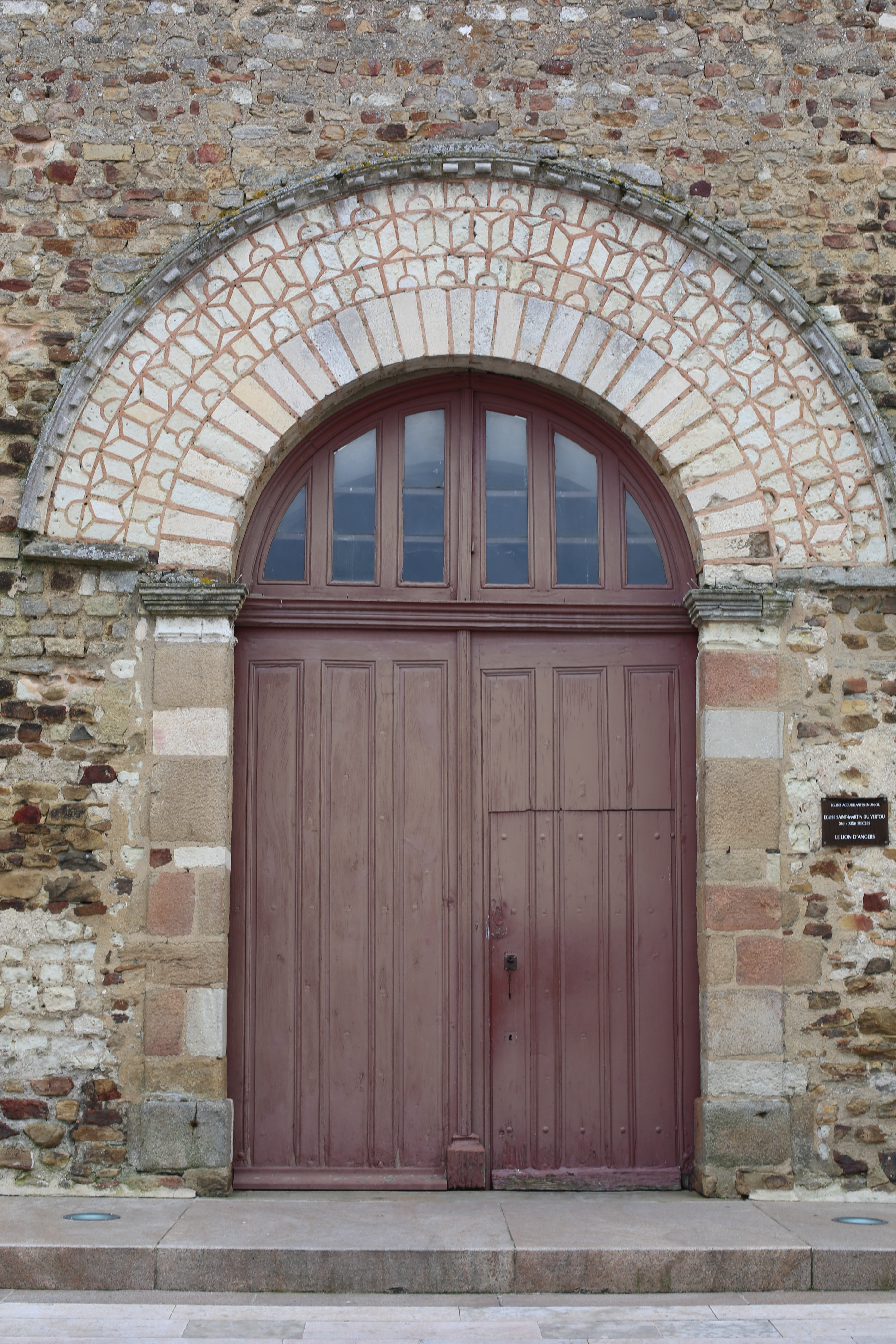
Portail occidental roman
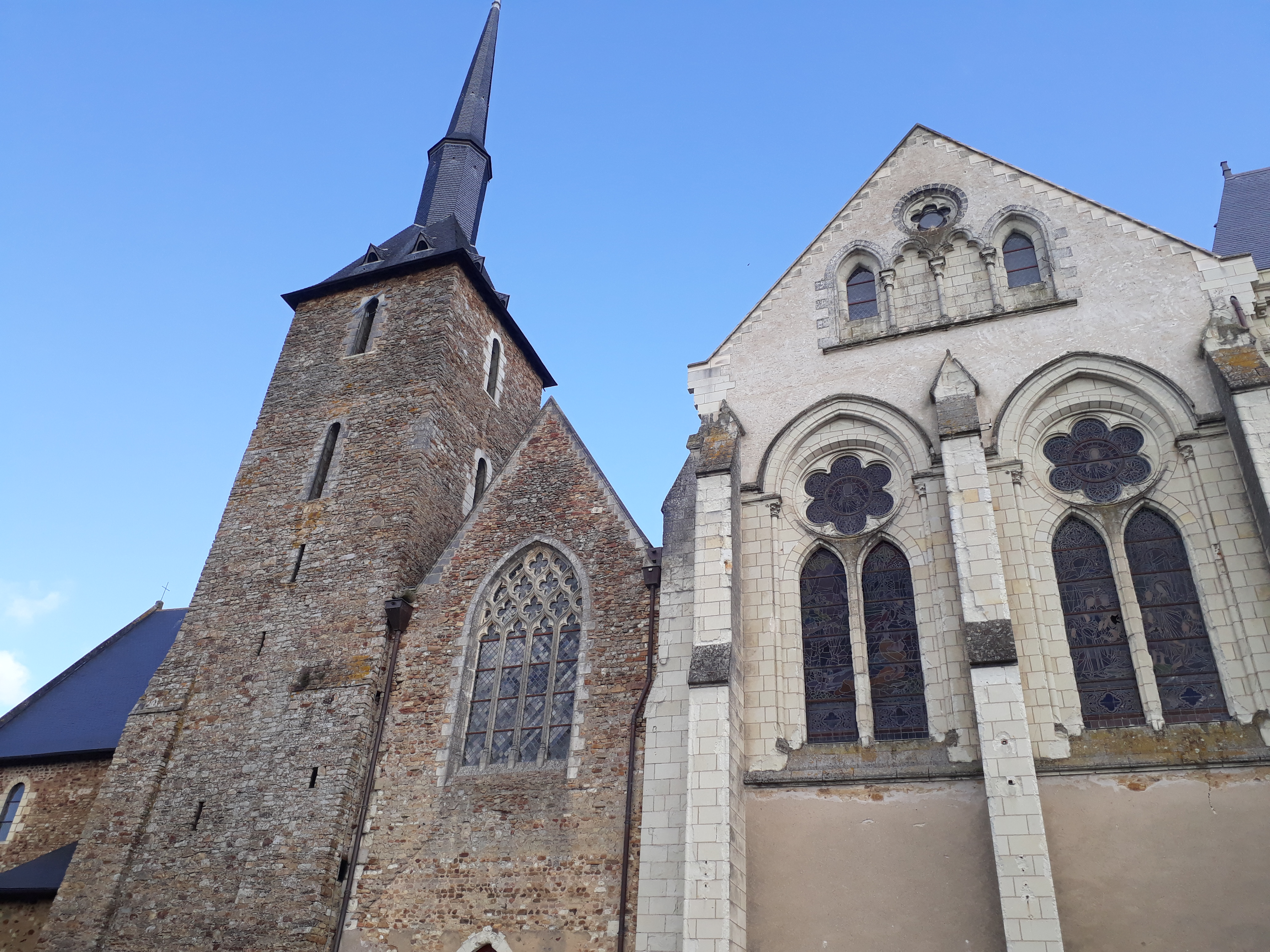
La nef romane, le clocher roman, la chapelle 15e, verrière gothique du transept roman, le chœur 19e.
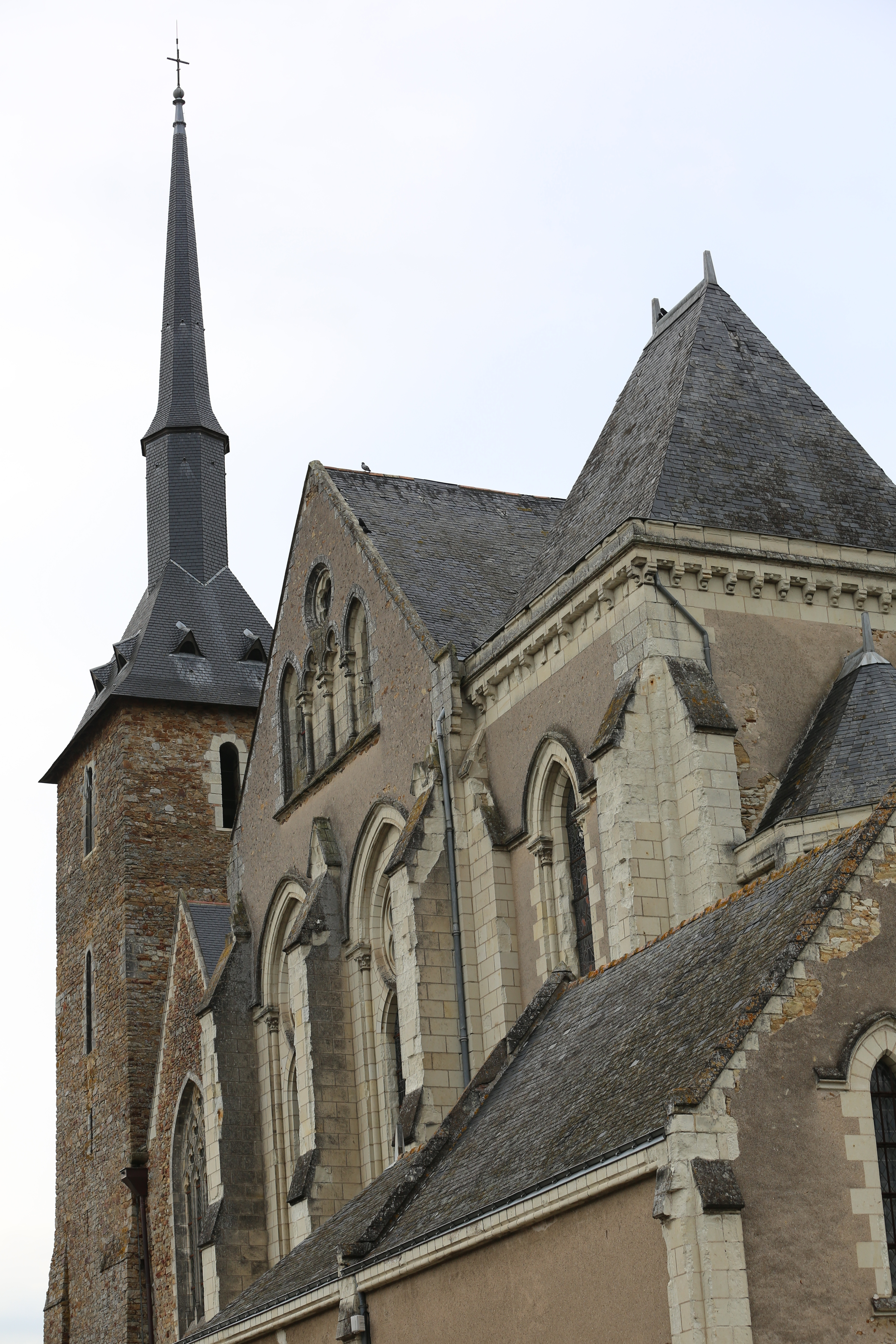
Clocher roman et sa flèche reconstruite, transept suivi du chœur 19e.

### intérieur

#### Orgues
L'orgue de tribune, construit par les ateliers d'Aristide Cavaillé-Coll en 1883, est offert par la vicomtesse de Tredern, Jeanne-Marie Say Trédern artiste lyrique qui en joue elle-même. L'installation de l'orgue masque la peinture murale des péchés capitaux du XVIe siècle. Une plaque commémorative sur l'orgue au comte Marcel de Trédern, son petit-fils, est fixée sur la console. Il est doté de 17 jeux, 2 claviers/pédalier: 
- 1er clavier grand orgue 56 notes (Bourdon 16',  Flûte Harmonique 8’, Montre 8’, Prestant 4’) ,
- 2ème clavier Récit expressif 56 notes (Bourdon 8', Gambe 8’, Voix céleste 8’, Flûte octaviante 4’, Trompette 8’,  Basson-Hautbois 8’, Tremblant fort)

C’est l’un des rares instruments restés absolument intacts par rapport à son état d’origine. 
L'orgue de chœur construit par Louis Debierre en 1893, 14 jeux, 2 claviers/pédalier avec un buffet réalisé par les ateliers Moisseron et André est installé dans l'abside en harmonie avec les stalles de même facture.

#### Les vitraux
Les vingt deux verrières illustrent le renouveau du vitrail en Anjou et dans les pays de Loire au XIXe siècle, ils sont réalisés par Thierry, Mercier, Clamens et Livache père et fils, entre 1911 et 1920, d'après les cartons de René Victor Livache et de son fils Victor René Livache. Les  vitraux du chœur et des chapelles sont de Livache père, l'un d'eux au sud évoque Martin de Vertou patron et probable fondateur de l'église; ceux de la nef de Livache fils représentent Saint Louis, Saint Jacques et Saint Pierre et de l'autre côté Jérémie le prophète, Sainte Marcelle et Saint Paul sur le chemin de Damas.

## Peintures murales
En 1852 des peintures murales datées pour la plupart du XVIe siècle sont redécouvertes: un programme probablement du début du XVIe siècle est déroulé entre le mur occidental et le mur nord, un ensemble un peu plus tardif, le retable de la passion, sur le même mur empiétant sur le programme précédent et une litre seigneuriale du XVIIIe siècle surmonte l'ensemble sur la nef et les transepts,. 

### Les litres seigneuriales
Datées de la fin du XVIIe siècle ou du XVIIIe siècle, restaurées au XIXe siècle, elles font le tour de la nef et des deux transepts. La principale dans la nef et les deux transept est celle de la famille Girard de Chanarcé, seigneur du Lion à partir de 1711, elle surmonte celle de la famille Champagné au niveau du transept nord et de la famille Raccapé pour le transept sud.

### Les peintures murales duXVIesiècle
Le tableau le plus ancien est probablement celui des deux âmes du purgatoire au dessus des flammes recevant le sang de la croix à l'entrée de la nef sur le mur nord, sa forme et sa situation évoquent une fonction de retable pour un autel des trépassés. Sur le mur occidental, cachée par l'orgue, l'œuvre la plus singulière et la mieux conservée est la représentation de l'enfer sous la forme d'un diable avec six visages représentés sur son corps qui évoquerait les sept péchés capitaux. C'est particulièrement cette représentation qui fut considérée comme indigne, des interventions demandent de la recouvrir dès sa redécouverte en 1852 et en 1972 un incendie volontaire dans la tribune cherche à la détruire. La suite du programme commence sur le mur nord après la crucifixion par un grand saint Christophe de 4,40 m sur 3,30 m, puis sur une bande de 12,50 m sur 1,60 m de haut sont déroulés sept tableaux chacun entouré d'un encadrement rouge à la manière des peintures romanes. Après une sainte martyre portant sa palme, sainte Anne et la Vierge Marie, une autre martyre, vient le célèbre portement de croix : L'humanité souffrante aidant le christ à porter la croix, dont on connait aujourd'hui six représentations en Anjou et deux en dehors toutes réalisées entre la fin du XVe siècle et le début du XVIe siècle; ce thème est associé à un long poème en vers attribué au Roi René dont des extraits accompagnent certaines des représentations mais pas ici. Ce poème est retranscrit par un moine de l'Abbaye de Clairvaux, le manuscrit est conservé à la bibliothèque de Troyes. Suivent une scène de martyre, saint François d'Assise recevant les Stigmates et saint Gilles avec sa biche. l'ensemble de ces représentations est difficilement lisible, les peintures ont été altérées par la technique utilisée pour les dégager; Diot, peintre et enfant du pays, est chargé d'en faire le relevé avec Livache, auteur des cartons des vitraux du chœur, ses relevés sont conservés au Musée des Beaux-Arts d'Angers, ils guident les restaurations dès le XIXe siècle, c'est la seule représentation de la peinture-retable d'une scène de martyre de l'autel de sainte Madeleine sur le mur sud, décrite par Godard-Faultrier, disparue peu après sa révélation dans les années 1840.

### Le portement de croix et sa place dans l'œuvre du roi René
Le roi René est très présent dans les choix de l'ornementation de cette église au XVIe siècle :
- l'autel de Marie Madeleine à laquelle il rend une dévotion particulière, le couvent franciscain qu'il fonde à Angers est appelé Baumette en référence à la grotte du massif de la Sainte-Baume consacrée à Marie Madeleine ;
- la figuration de François d'Assise recevant les stigmates, il accorde une place importante à saint Bernardin frère franciscain observant, son principal confesseur ;
- la singulière Crucifixion avec le sang arrosant les deux âmes du purgatoire, dévotion chère au roi développée dans ses deux romans Le Mortifiement de Vaine Plaisance (1455) et Livre du cœur d'Amour épris (1457)[26],[27] ;
- le portement de croix,  L'humanité souffrante aidant le christ à porter la croix.

Contrairement à la représentation traditionnelle selon les évangiles,, où c'est Simon de Cyrène qui aide à porter la croix, ici ce sont le pauvre, le ladre (lépreux), le malade, le prisonnier, le pèlerin, le laboureur, le mendiant, la veuve, l'orphelin, le mal-marié suivi du docteur qui sont représentés selon l'invocation de l'évangile Si quelqu’un veut marcher derrière moi, qu’il renonce à lui-même, qu’il prenne sa croix et qu’il me suive,. Cette figuration correspond à un poème de cent vingt-deux vers en onze strophes dont la datation approximative est 1455-1457, ce texte ainsi que l’exhortation évangélique accompagnent la peinture du Château de Montriou et de l'Église Saint-Aubin des Ponts-de-Cé mais ces inscriptions sont aujourd'hui illisibles. Un moine copiste de l'Abbaye de Clairvaux du XVe siècle et donc contemporain en fait le relevé en l'attribuant au roi René, ce manuscrit est conservé à la médiathèque du grand Troyes sous la référence 763 et partiellement numérisé,. L'attribution au roi René est discutée par Ubald d'Alençon en 1909 qui, en conclusion, penche pour les intégrer dans les beaux dictez du roi René de la chapelle de Bernardin de Sienne, son confesseur, à Angers aujourd'hui disparuemais aussi par Chichmaref en 1929 et encore aujourd'hui. Ce portement de croix est répertorié six fois dans l'Anjou de l'époque: successivement la chapelle de Montriou à Feneu, l'Église Saint-Aubin des Ponts-de-Cé, le couvent des baumettes, l'église d'Auvers-sous-Montfaucon, le Prieuré Saint-Aubin des Alleuds et l'église du Lion d'Angers; deux autres avec quelques variantes sont visibles à l'église Notre-Dame de Chauvigny et la collégiale Saint-Julien de Tournon-sur-Rhône; l'ensemble de ces réalisations se situe dans un créneau de quarante ans entre la fin du XVe siècle et le début du XVIe siècle, au-delà ce thème ne sera pas poursuivi. 
Le roi René est également peintre, il offre une crucifixion de sa main aux Cordeliers de Laval. Si aucune peinture murale ne lui est attribuée, un patron de toile offert par Louis XI, héritier du roi rené en 1480, à Anne de Bretagne venant du château d'Angers est décrit dans un inventaire de 1494 comme un portement de croix "où Dieu porte la croix, où plusieurs mendiants et autres personnages aidant à porter la dite croix", le chanoine Urseau le premier fait le rapprochement entre cette œuvre habituellement attribuée à René d'Anjou et les autres peintures murales. La question reste posée si Jeanne de Laval (1433-1498) qui fait plusieurs séjours à Angers après la mort de son mari ne joue pas un rôle dans la diffusion des textes et images de la cour du roi René en rapport avec cette dévotion pour la passion.  

Peintures murales
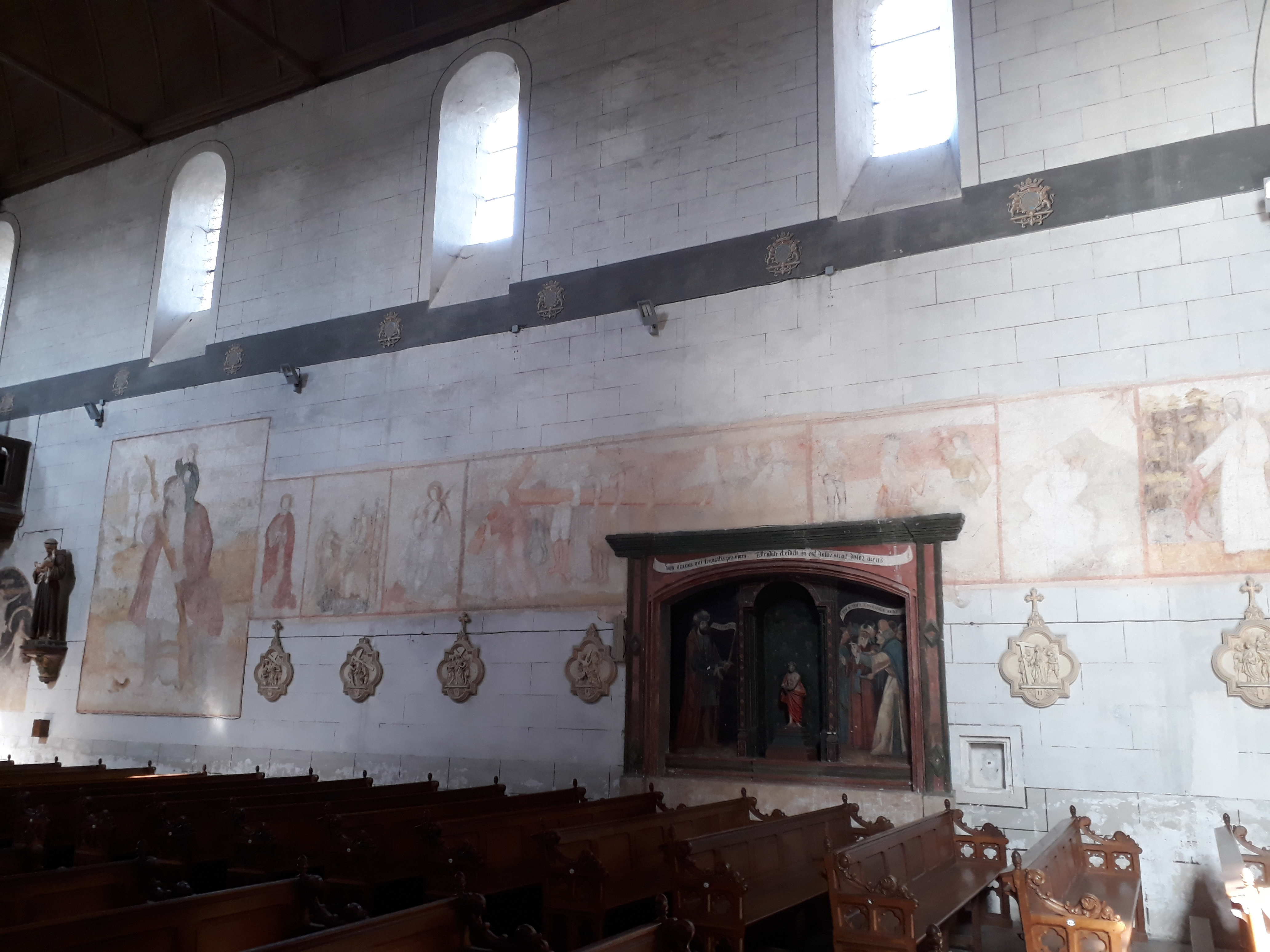
Ensemble des peintures du mur nord surmonté de la litre seigneuriale.
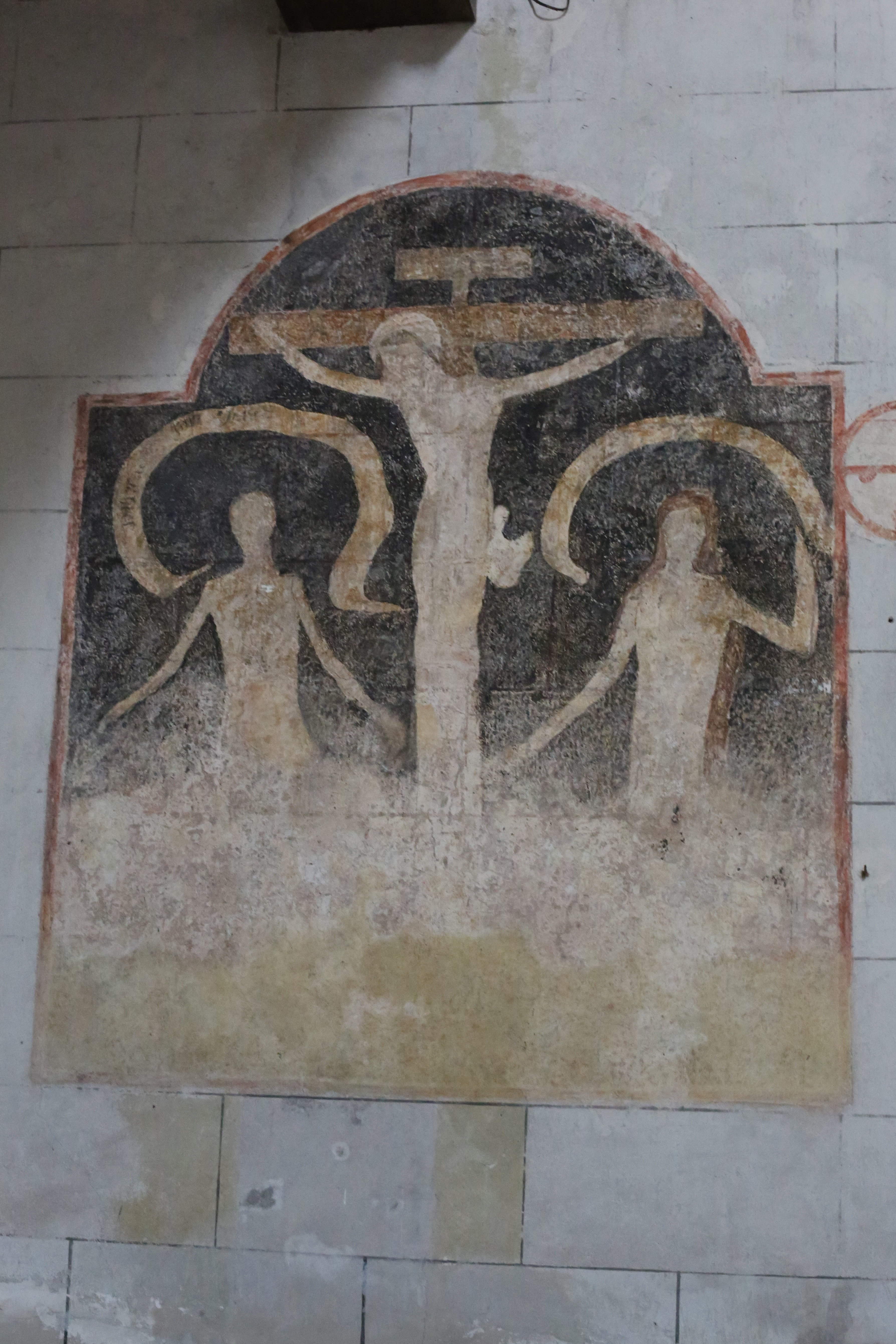
La crucifixion et deux âmes du purgatoire au-dessus des flammes recevant le sang qui coule de la croix.
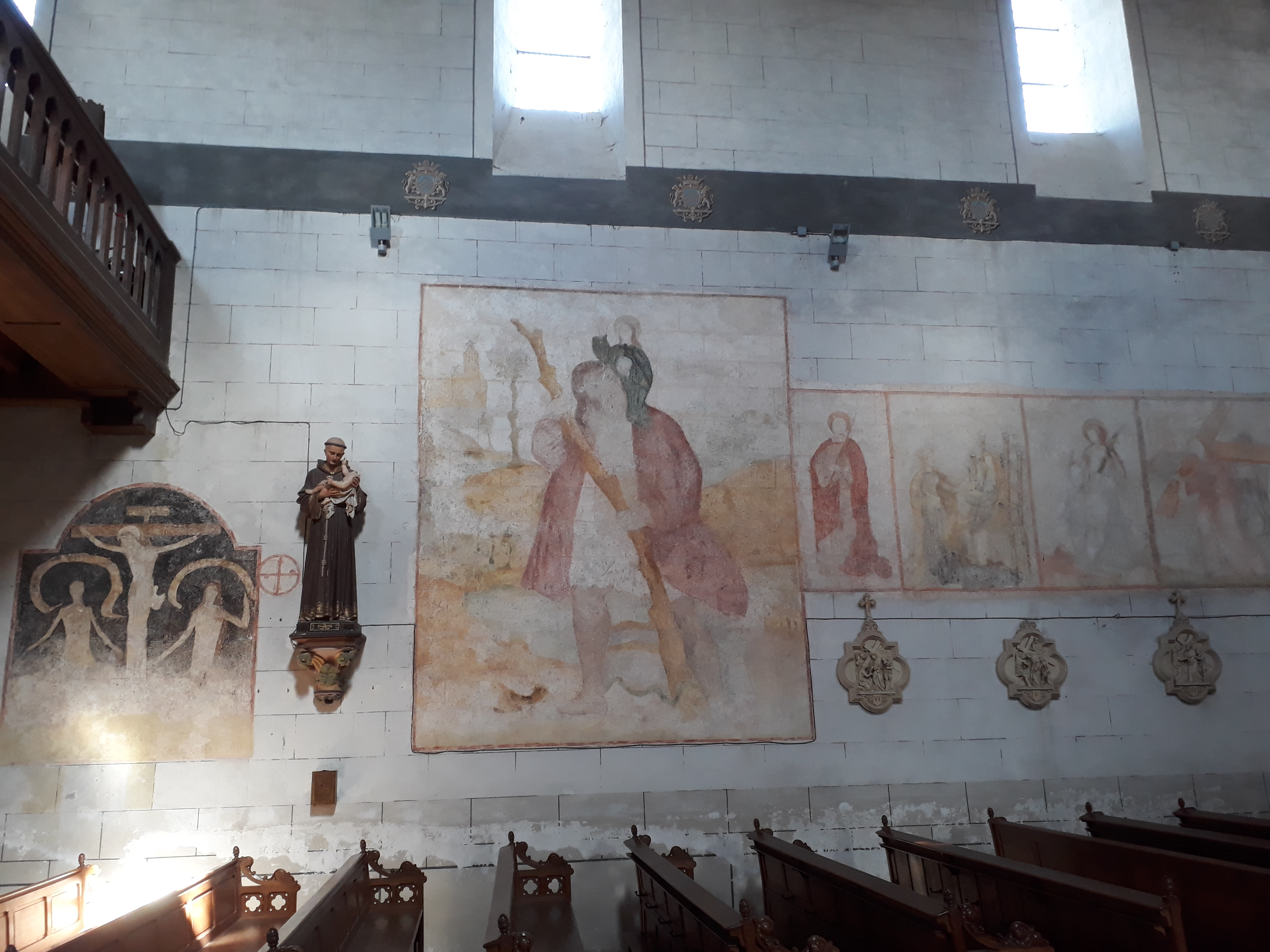
Saint Christophe début 16e à sa place traditionnelle près de l'entrée.
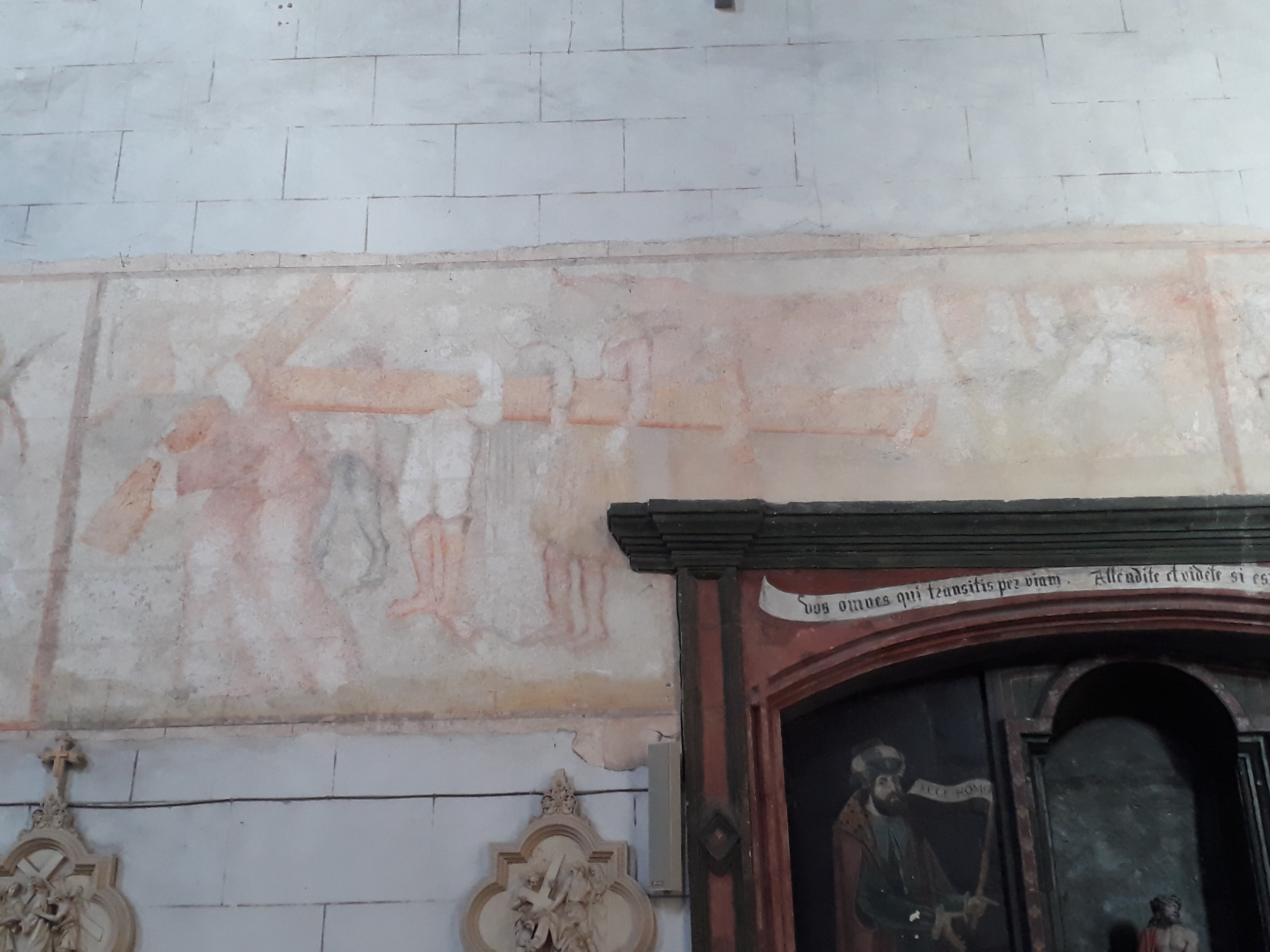
L'Humanité souffrante aidant le Christ à porter la croix.
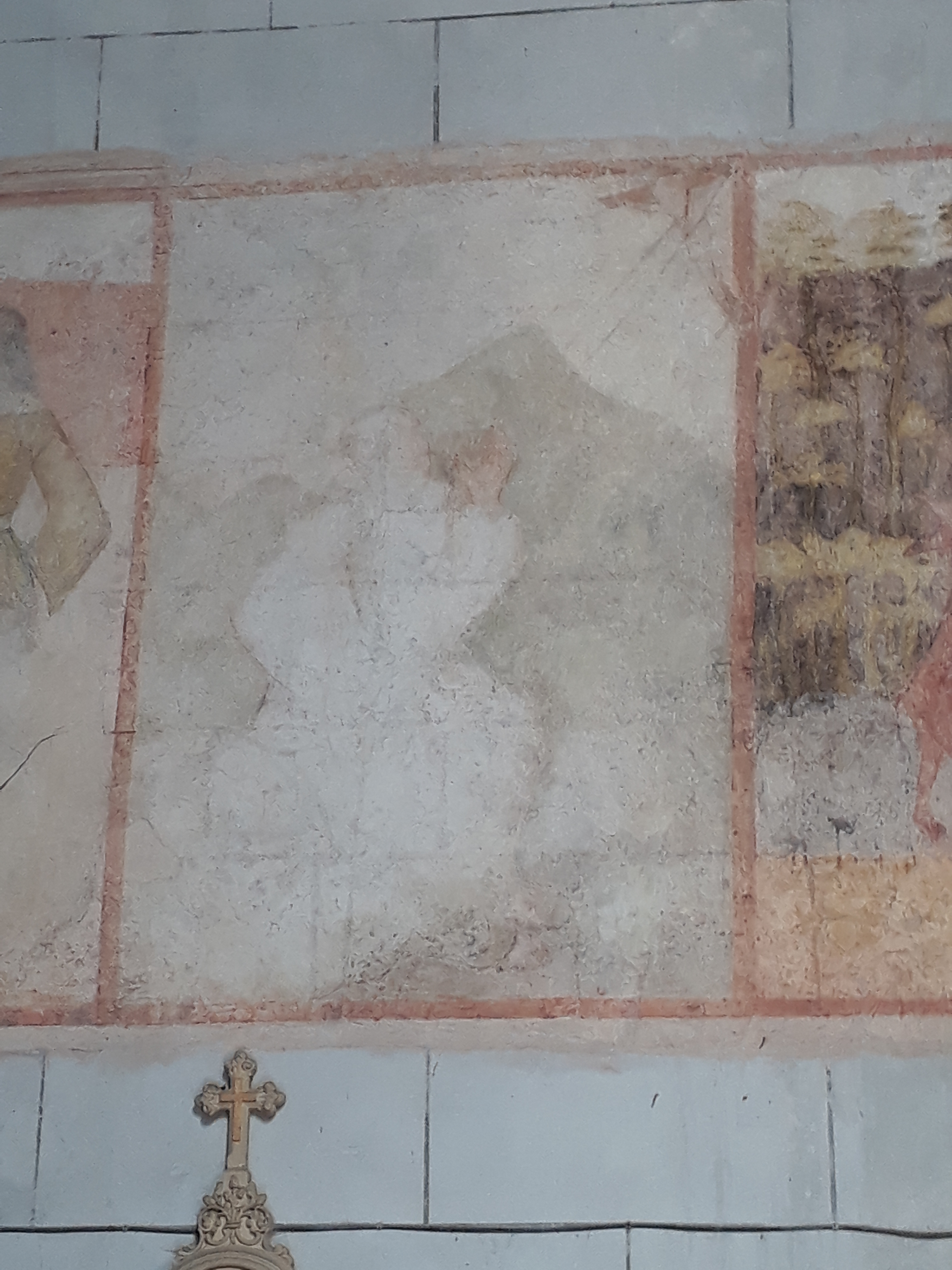
Saint François recevant les stigmates 16e.
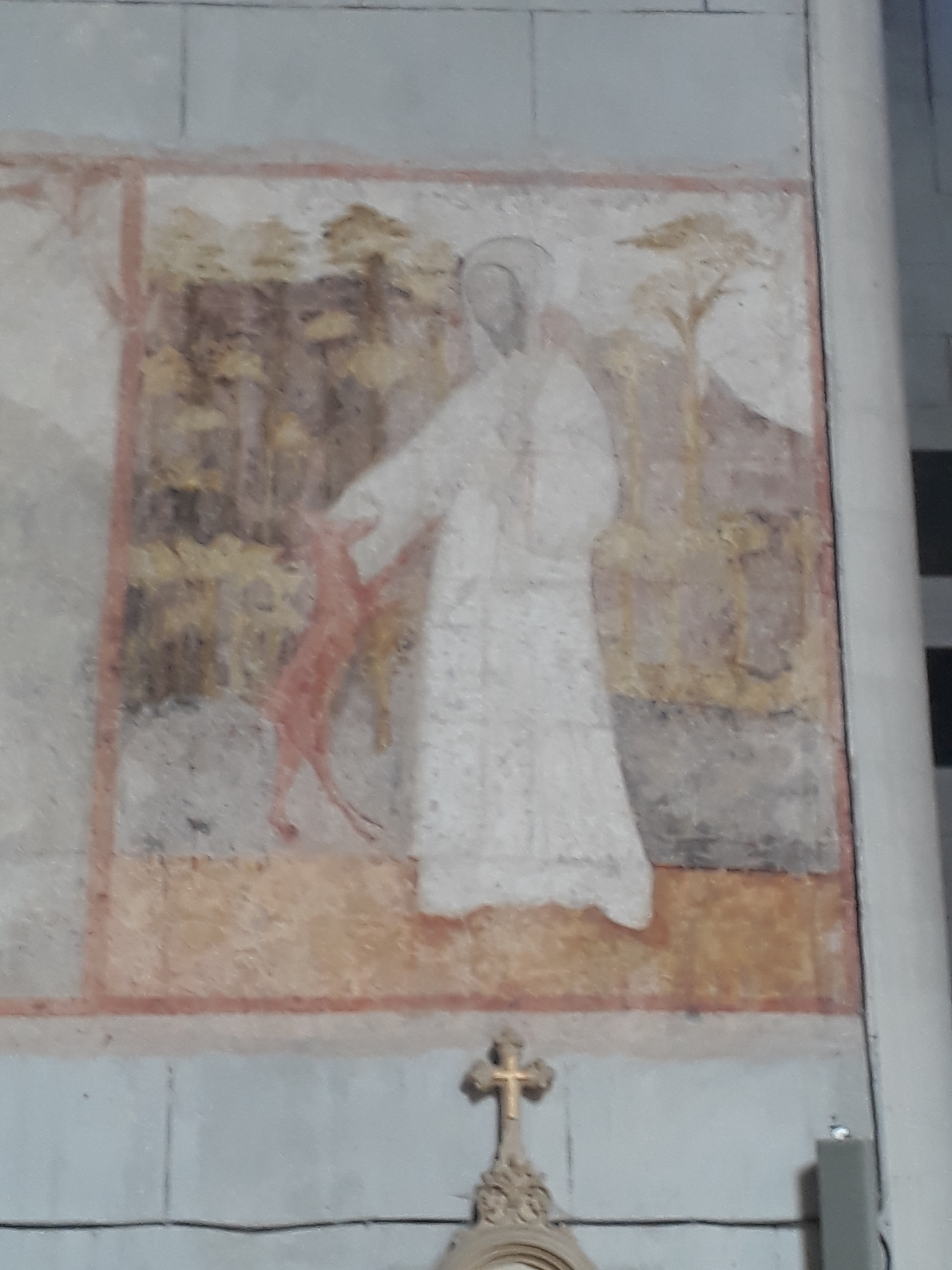
Saint Gilles et sa biche début 16e.
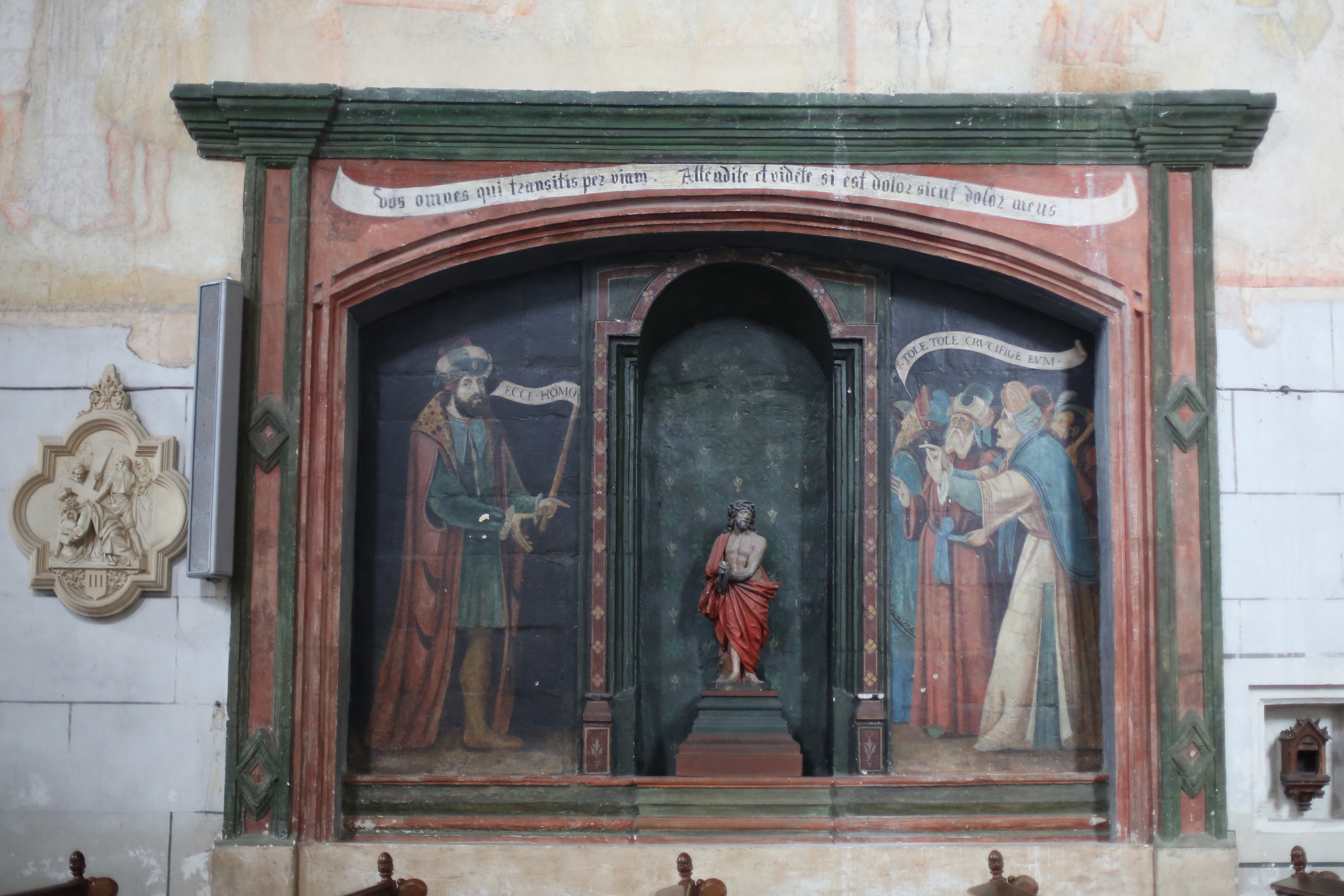
Retable de la passion et l'Ecce Homo fin du 16e ?
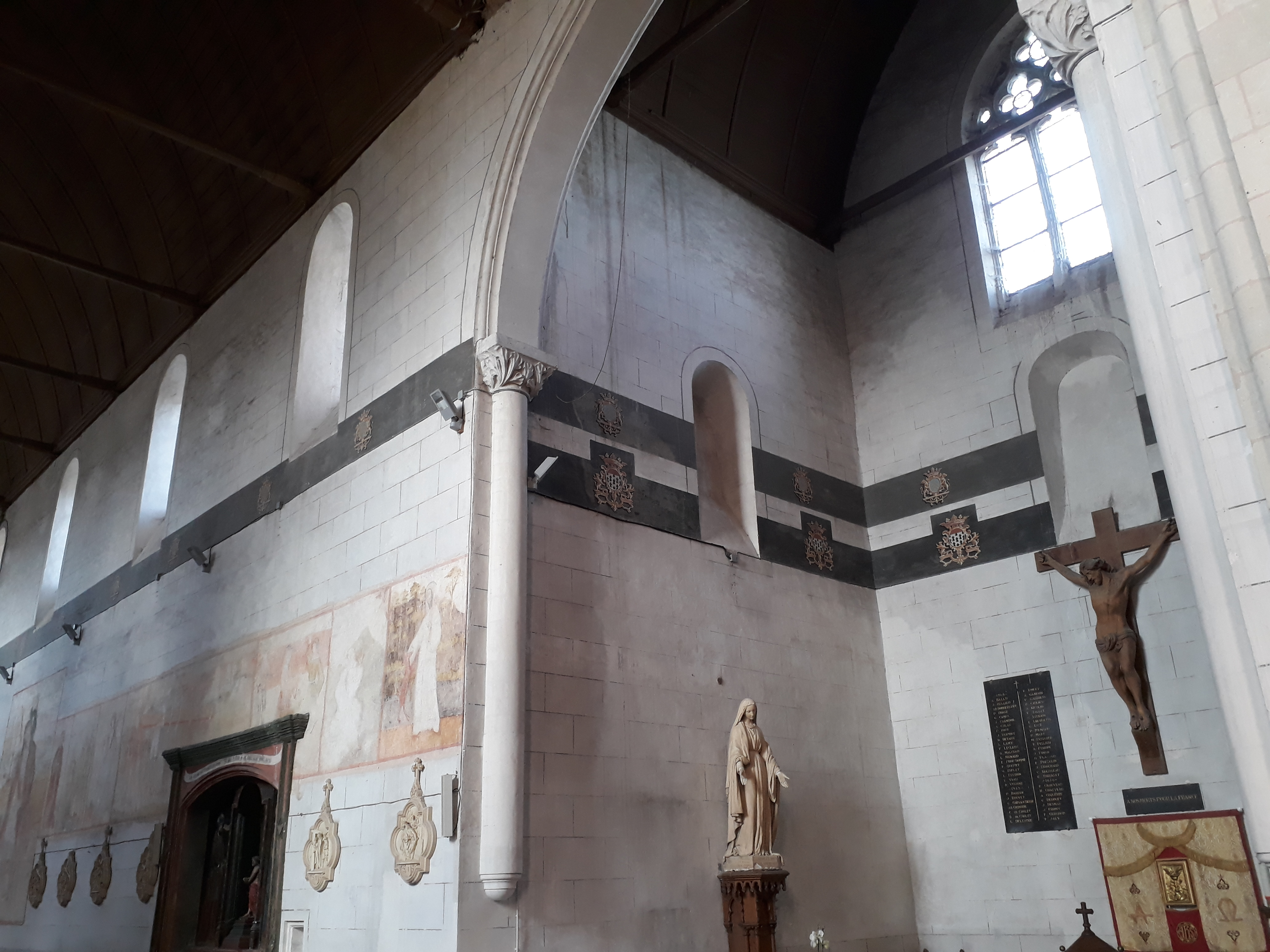
Litres seigneuriales transept nord, blason des Chanarcé au-dessus de celui des Champagné